# Changchun (köping)
Changchun (kinesiska: 长春, 长春镇) är en köping i Kina. Den ligger i provinsen Hunan, i den södra delen av landet, omkring 79 kilometer nordväst om provinshuvudstaden Changsha. Antalet invånare är 79371. Befolkningen består av 38 650 kvinnor och 40 721 män. Barn under 15 år utgör 15,0 %, vuxna 15-64 år 73 %, och äldre över 65 år 11,0 %.
Genomsnittlig årsnederbörd är 1 680 millimeter. Den regnigaste månaden är maj, med i genomsnitt 312 mm nederbörd, och den torraste är december, med 46 mm nederbörd.